# JAB Holding Company
JAB Holding Company ("JAB" o Joh. A. Benckiser) è un conglomerato tedesco, con sede in Lussemburgo, che comprende investimenti in società operanti nei settori dei beni di consumo, silvicoltura, caffè, moda di lusso, salute animale e fast food, tra gli altri.

## Storia
A partire dal 2015, il portafoglio di JAB includeva una partecipazione di minoranza nella società di prodotti di consumo Reckitt Benckiser e partecipazioni di maggioranza in Coty, Peet's Coffee, Caribou Coffee Company, Jacobs Douwe Egberts (JDE), Einstein Bros. Bagels e Jimmy Choo. A partire da tale data, JAB possedeva anche Bally, Belstaff, Zagliani, Espresso House e Baresso Coffee.
Nel maggio 2014, DE Master Blenders 1753 ha annunciato che avrebbe acquisito una partecipazione di maggioranza nel business del caffè di Mondelez (al di fuori della Francia) per creare la Jacobs Douwe Egberts, che avrebbe unito i marchi Jacobs, Carte Noire, Gevalia, Kenco, Tassimo e Millicano da Mondelez International e Douwe Egberts, L'OR, Pilao e Senseo di DE Master Blenders.
Nell'agosto 2014, con il marchio Peet's Coffee & Tea, JAB ha acquisito Mighty Leaf Tea, un rivenditore di tè speciali con sede nella Baia di San Francisco. Nell'ottobre 2015, Peet's Coffee & Tea ha acquisito la Stumptown Coffee di Portland, in un accordo i cui termini non sono stati divulgati e nello stesso mese ha acquisito una quota di maggioranza in Intelligentsia Coffee & Tea con sede a Chicago.
Nel marzo 2016, JAB e altri investitori hanno acquisito la Keurig Green Mountain per 13,9 miliardi di dollari. Nel maggio 2016, JAB Beech, controllata da JAB, ha raggiunto un accordo per acquisire la catena statunitense di negozi di ciambelle Krispy Kreme per 1,35 miliardi di dollari. Nell'aprile 2017, JAB ha raggiunto un accordo per l'acquisto di Panera Bread, una catena di caffetterie e panetterie con sede negli Stati Uniti, per 7,5 miliardi di dollari. Sempre ad aprile, è stato riferito che JAB si sarebbe ritirata dagli investimenti in beni di lusso, con l'intenzione di vendere le sue partecipazioni nei marchi di scarpe e abbigliamento firmati Jimmy Choo, Bally e Belstaff. Nell'agosto 2017, JAB ha annunciato l'acquisizione di Bruegger's Bagels.
Il 29 gennaio 2018, Keurig Green Mountain ha annunciato l'acquisizione di Dr Pepper Snapple Group, con JAB che possiede l'87% delle società. A partire da febbraio 2018, JAB ha mantenuto la proprietà di una quota di minoranza in Bally dopo la vendita della sua quota di maggioranza al conglomerato cinese Shandong Ruyi. L'impero delle bevande di JAB è stato descritto nel 2018 come costruito su "compra ora , paga dopo” (termini di condizioni commerciali estese); si dice che alcuni torrefattori di caffè di proprietà di JAB richiedano fino a 300 giorni di pagamento dai loro fornitori.
Nel febbraio 2019 la società ha speso 1,2 miliardi di dollari per acquisire Compassion-First Pet Hospitals, quindi ha acquistato la National Veterinary Associates quattro mesi dopo.

## Proprietà
Di proprietà della famiglia tedesca Reimann, il 90% di JAB appartiene a quattro dei nove figli adottati del defunto Albert Reimann Jr. (1898–1984). Fanno risalire la loro ricchezza al chimico Ludwig Reimann, che, nel 1828, si unì a Johann Adam Benckiser (fondatore dell'omonima azienda chimica). Reimann sposò una delle figlie di Benckiser e finì per possedere l'attività. Il pronipote Albert Reimann Jr. subentrò dopo la morte del padre nel 1952 e aggiunse beni di consumo.
Inizialmente, ciascuno dei nove figli aveva ereditato l'11,1% della proprietà di JAB alla morte di Albert nel 1984. Negli anni successivi, cinque degli eredi vendettero le loro quote agli altri quattro: Matthias Reimann-Andersen, Renate Reimann-Haas, Stefan Reimann- Andersen e Wolfgang Reimann. A gennaio 2015, ciascuno dei quattro possiede circa 3,8 miliardi di dollari in azioni JAB.
L'azionista principale di JAB, come elencato nel suo Bilancio Consolidato 2016, è la società con sede in Austria, Agnaten SE. Agnaten è quotata, da PrivCo, come una filiale di Joh. A. Benckiser GmbH, veicolo di investimento della famiglia Reimann.